# Kálvária
A Kálvária Krisztus kereszthalálának helyszíne Jeruzsálemben. Jelenthet ugyanakkor egy keresztény kultikus helyet, amely többnyire egy domb lejtőin épült. Célja Jézus Krisztus szenvedésének ábrázolása; az ún. keresztútjárás kultuszának színhelye.
A kálváriákat különösen a ferences és a jezsuita rendek kedvelték, legelterjedtebbek Olaszországban és az egykori Habsburg (katolikus) Közép-Európában.
A középkorban sok-sok keresztény zarándok látogatta a Jeruzsálemi keresztutat, főleg a ferences rendi atyák vezetésével. Ők „szent circulus”-nak, körjáratnak nevezték.
Mivel nem kereshette fel minden hívő a Szentföldet, ezért a római Szentszék („Sedes Sancta”) megengedte, hogy másutt is állítsanak fel kereszteket és képeket, amelyek a keresztút jeleneteit ábrázolják, és azoknak, akik ezeken a felállított keresztutakon ájtatosságukat végezték, hasonló búcsút engedélyezett.
A ferences rend volt a legbuzgóbb terjesztője a keresztúti ájtatosságnak. Különösen a Porto Maurizio-i Szent Lénárd (1676–1751) római ferences szerzetes tűnt ki ebben, és tulajdonképpen ő volt az, aki ezt az ájtatosságot rendszeresítette. Ő maga 576 keresztutat állított fel. Negyvenéves missziós működése idején 326 népmissziót tartott Észak- és Közép-Itáliában. (Itália „apostolának” is nevezték.) 1867-ben avatták szentté, 1923-ban pedig a népmissziók védőszentje lett. Épp ezért a pápák a keresztutak felállításának jogát kizárólag a ferencesekre ruházták, akik ezt másoknak is továbbadhatták. Megjegyzendő azonban, hogy egy keresztút érvényességéhez feltétlenül szükséges, hogy mind a 14 állomáson egy-egy fakereszt legyen. A keresztút egyes jeleneteit ábrázoló képek nem szükségesek. A történelmi Magyarországon a legszebbnek tartott kálvária a selmecbányai. Franciaországban és Németországban több művészi kivitelű kálvária maradt reánk, mint pl. a frankfurti, lübecki, nürnbergi (ez utóbbi stációinak reliefjeit Adam Kraft készítette).

## Etimológia
A magyar golgota elnevezés a héber „gulgólet” (גֻּלְגֹּלֶת koponya) szóból ered, melynek arámi változata (גֻּלְגֹּלְתָּא gulgóltá). A görög evangéliumi fordításokban „kranion”, a latinban pedig „calvaria” alakban maradt meg, ebből származik a mi kálvária szavunk. A szó jelentése: koponyák helye. Josephus Flavius zsidó történetíró leírásából ismert, hogy a hegyet az „asszírok táborának” hívták.

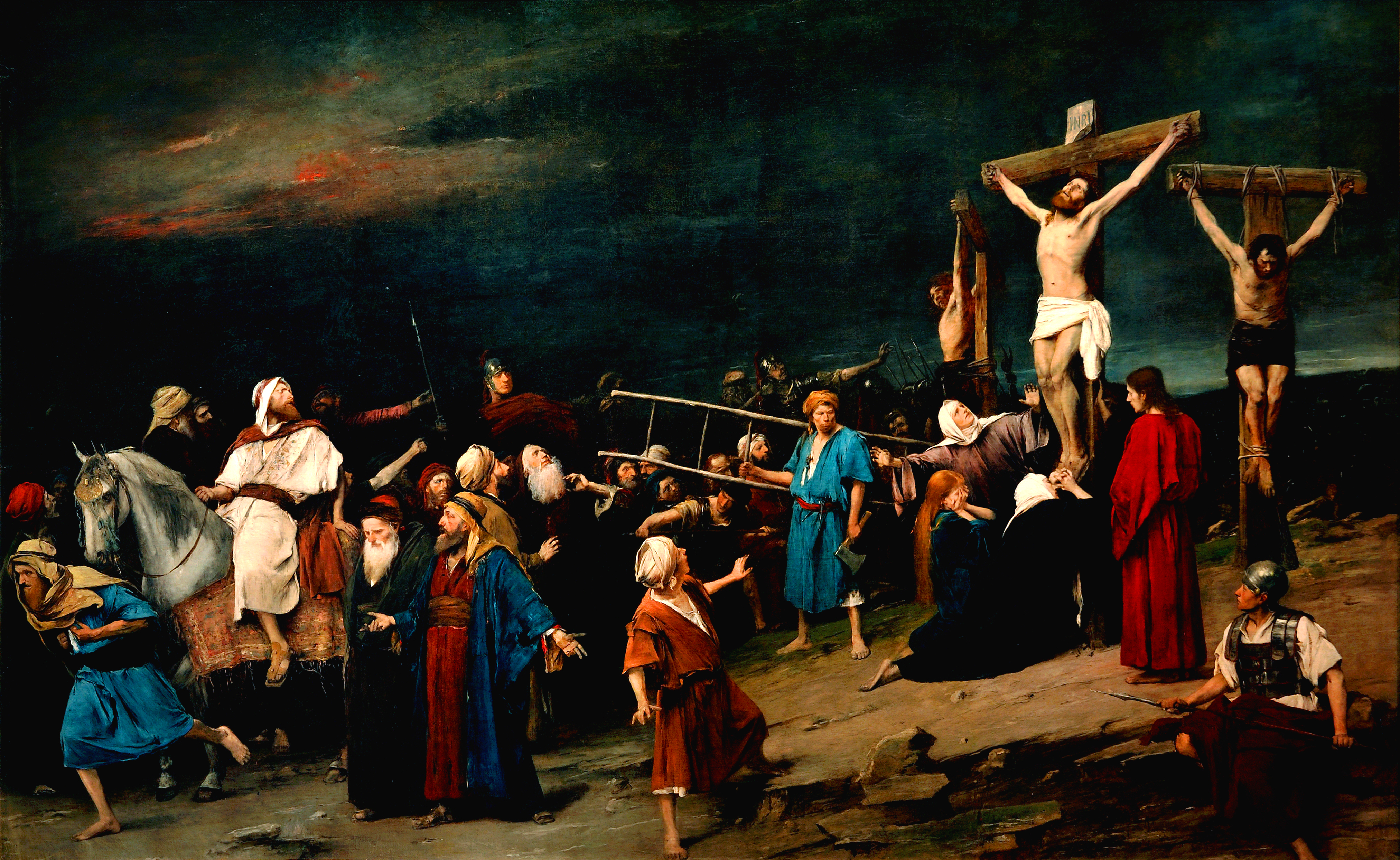
Munkácsy Mihály: Golgota, 1884

## A Bibliában

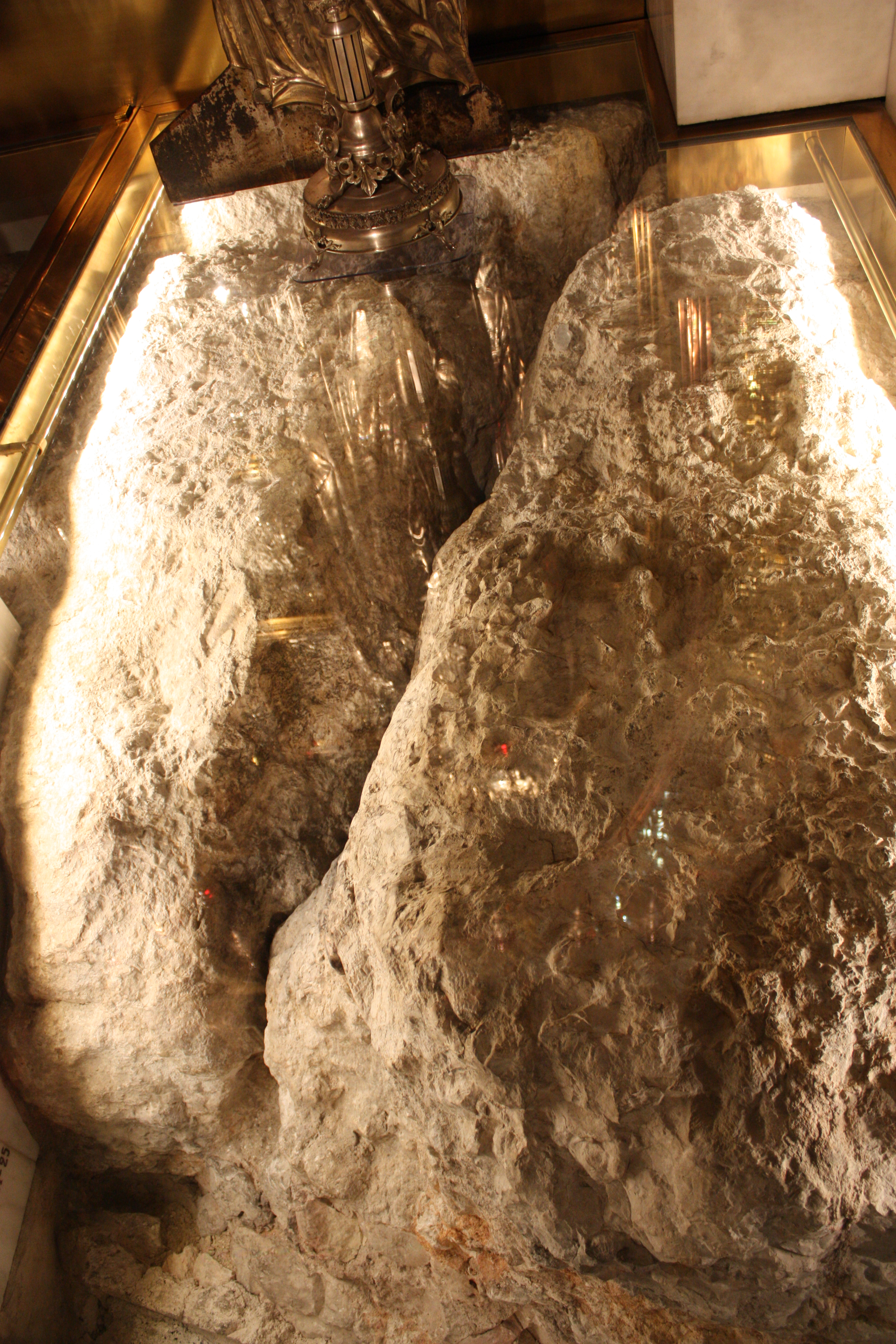
A golgota feltételezett sziklái Jeruzsálemben

„Fölértek arra a helyre, amelynek Golgota, vagyis Koponyák helye volt a neve. Itt epével kevert bort adtak Jézusnak inni, de mikor megízlelte, nem akarta meginni”

## Keresztút
A húsvétot megelőző nagyböjt péntekjein a katolikus hívők keresztutat járnak, amely a templomokban, illetve sok helyen szabadtéren lévő kálvária tizennégy stációja előtti imádságból áll. Az egyik leghíresebb keresztút a római Colosseumé, a Via Crucis, amelyet többnyire a pápa vezet.
A hagyományos keresztútjárás az apostolok koráig nyúlik vissza. A keresztút az az útvonal Jeruzsálemben, amelyet Jézus végigjárt a kereszttel a Golgotáig. Ezt nevezik a szenvedés vagy fájdalmak útjának (via dolorosa), illetve a kereszt útjának (via crucis).

## Stációk

### Akeresztútállomásai

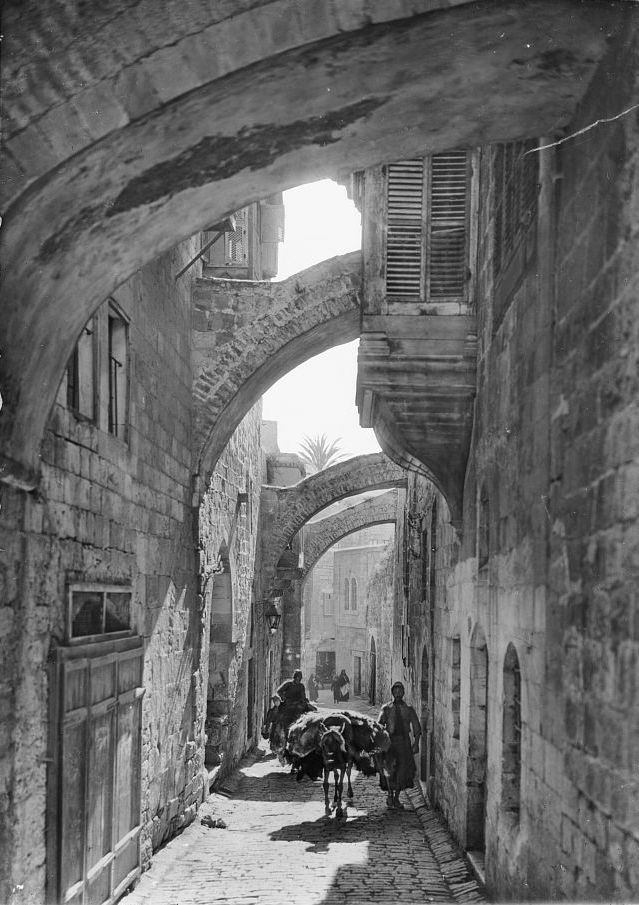
A fájdalmak útja Via dolorosa, Jeruzsálem

| A keresztút állomásai (Stációk)                                          | Evangéliumi forrás |
| I. stáció: Pilátus halálra ítéli Jézust                                  | „Akkor kezükbe adá Őt Pilátus, hogy megfeszítsék.” (Jn 19,16)                                                                                                 |
| II. stáció: Jézus vállára veszi a keresztet                              | „Keresztjét hordozván kiment a Golgotára.” (Jn 19,17) |
| III. stáció: Jézus először esik el a kereszt súlya alatt                 | „Betegségeinket Ő hordozta, s fájdalmainkat Ő viselte.” (Iz 53,4)                                                                                             |
| IV. stáció: Jézus szent anyjával találkozik                              | „Ó, mily nagy volt ama drága szűz Anya szomorúsága Egyszülött szent Magzatán”(Stabat Mater)                                                                   |
| V. stáció: Cirenei Simon segít vinni Jézusnak a keresztet                | „Megfogának bizonyos Simont, Cirenéből valót, és rátevék a keresztet, hogy vigye Jézus után.” (Lk 23,26)                                                      |
| VI. stáció: Veronika kendőt nyújt Jézusnak                               | „Követé Őt a nép és az asszonyok nagy sokasága” (Lk 23,27) |
| VII. stáció: Jézus másodszor esik el a kereszt terhe alatt               | A mi gonoszságainkért sebesíttetett meg, a mi bűneinkért töretett össz (Iz 53,5)                                                                              |
| VIII. stáció: Jézus szól a síró asszonyoknak                             | „Hozzájuk fordulván Jézus, mondá: Jeruzsálem leányai, ne miattam sírjatok, hanem sírjatok magatok és gyermekeitek felett” (Lk 23,28)                          |
| IX. stáció: Jézus harmadszor esik el a kereszttel                        | „Erőm, mint a cserép, kiszáradt, nyelvem ínyemhez tapadt, lesújtottál a halál porába” (Zsolt 21,16)                                                           |
| X. stáció: Jézust megfosztják ruháitól                                   | „Szétosztották egymás között ruháimat és köntösömre sorsot vetettek” (Zsolt 21, 19)                                                                           |
| XI. stáció: Jézust keresztre szegezik                                    | Atyám bocsáss meg nekik, mert nem tudják, mit cselekszenek! (Lk 23,34)                                                                                        |
| XII. stáció: Jézus meghal a kereszten                                    | „Jézus mondá: Beteljesedett. És lehajtván fejét, kiadá lelkét” (Jn 19,30.)                                                                                    |
| XIII. stáció: Jézus testét leveszik a keresztről és anyja ölébe fektetik | „Szűzanyám, esengve kérlek, hathatósan vésd szívembe, Szent Fiadnak sebeit!” (Stabat Mater)                                                                   |
| XIV. stáció: Jézust sziklasírba temetik                                  | „Volt pedig azon a helyen, ahol Őt megfeszítették, egy kert és a kertben egy új sírbolt, amelyben még senki sem feküdt. Azért oda tették Jézust” (Jn 19,4142) |

Jézus harmadnapra feltámad
„Szombat elmúltával Mária Magdolna és a másik Mária, valamint Szalome, illatszerekkel indulnak Jézus sírjához. Amikor odaértek, látták, hogy a sírkövet már elhengerítették. Erre bementek a sírba és látták, hogy ott egy fehér ruhába öltözött ifjú ül. Nagyon megijedtek, de az így bátorította őket: Ne féljetek. A názáreti Jézust keresitek, akit keresztre feszítettek? Nincs itt, feltámadott!”

### A keresztút állomásai Merazhofen

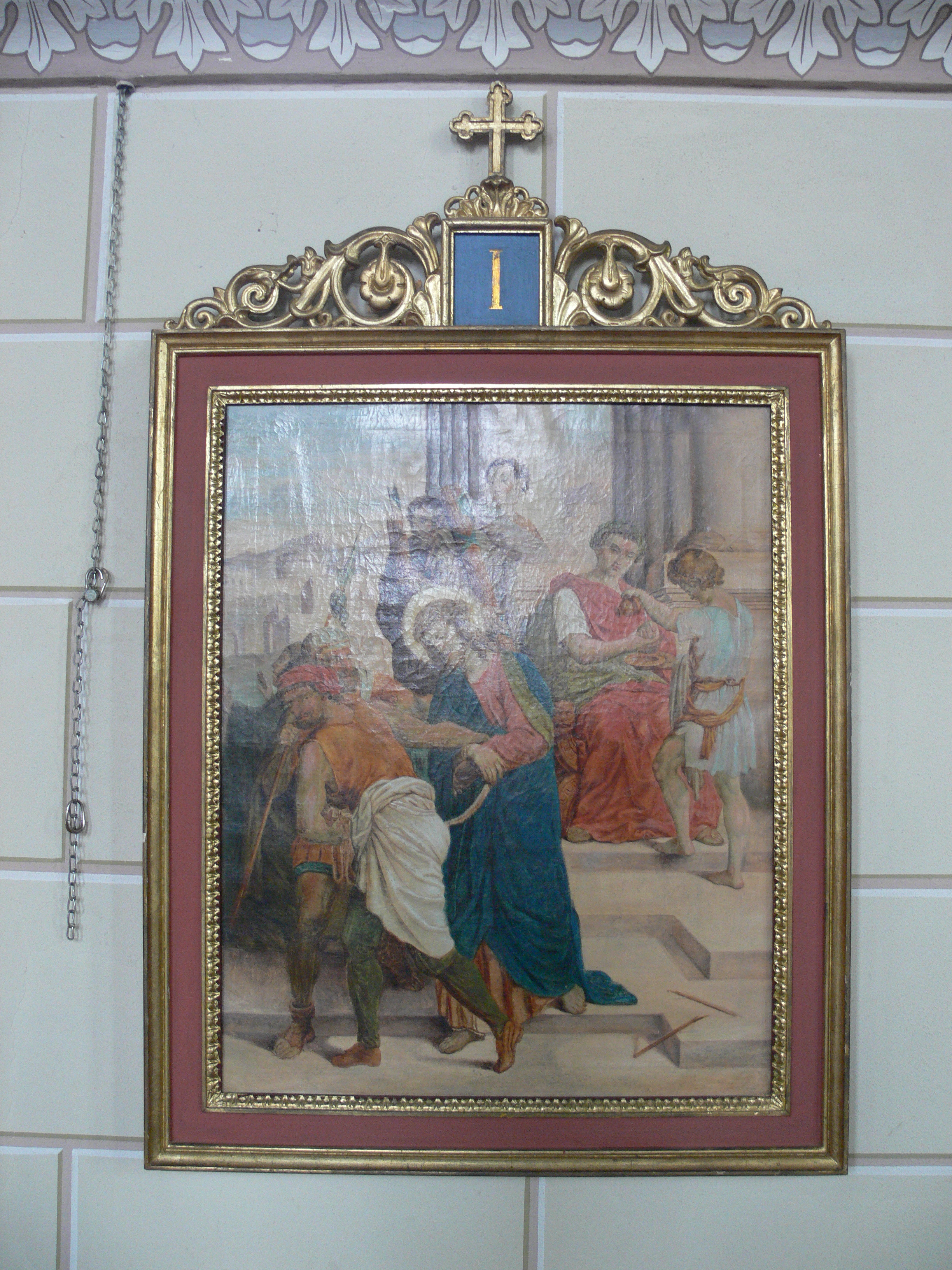
I. stáció: Pilátus halálra ítéli Jézust
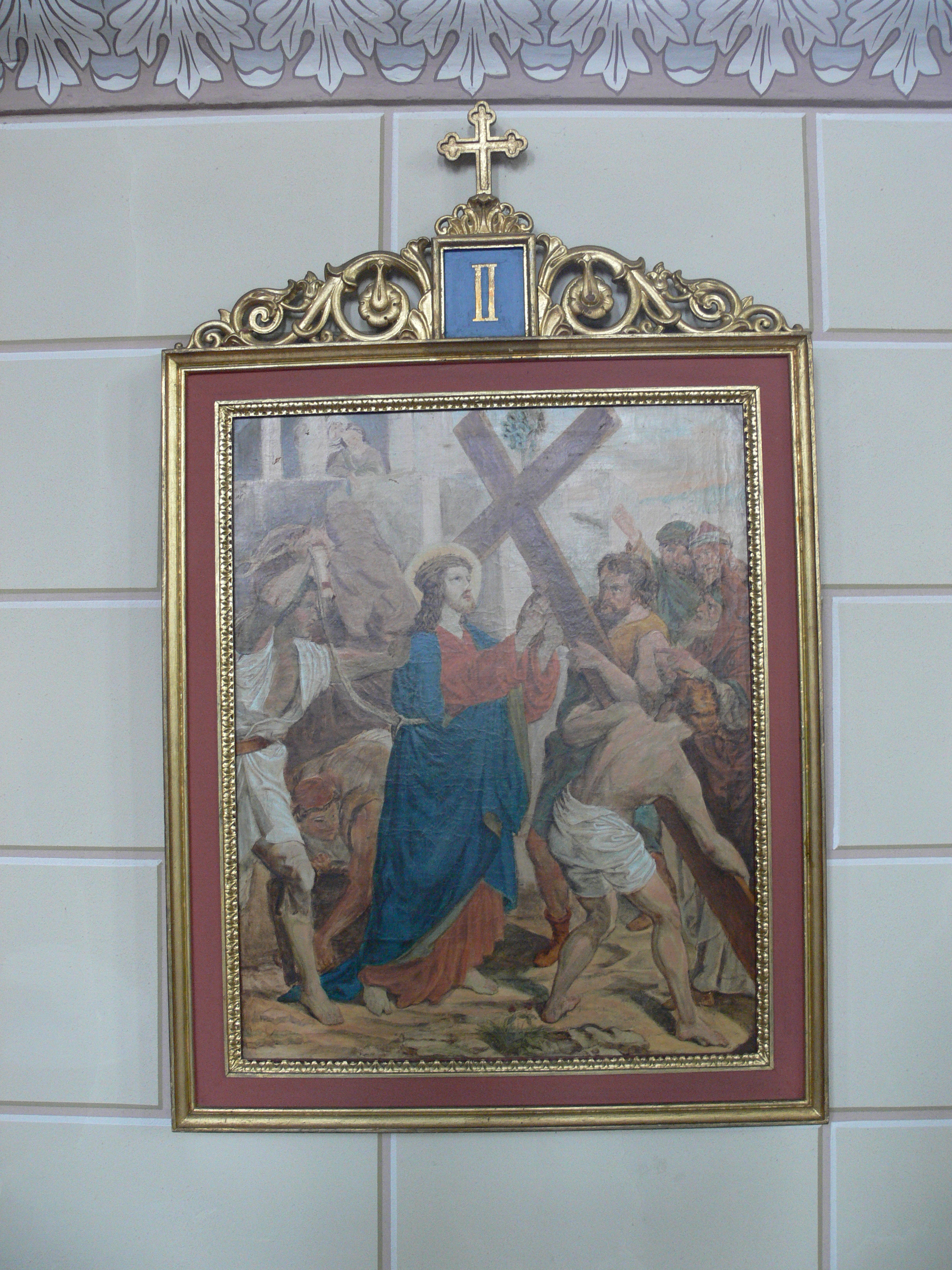
II. stáció: Jézus vállára veszi a keresztet
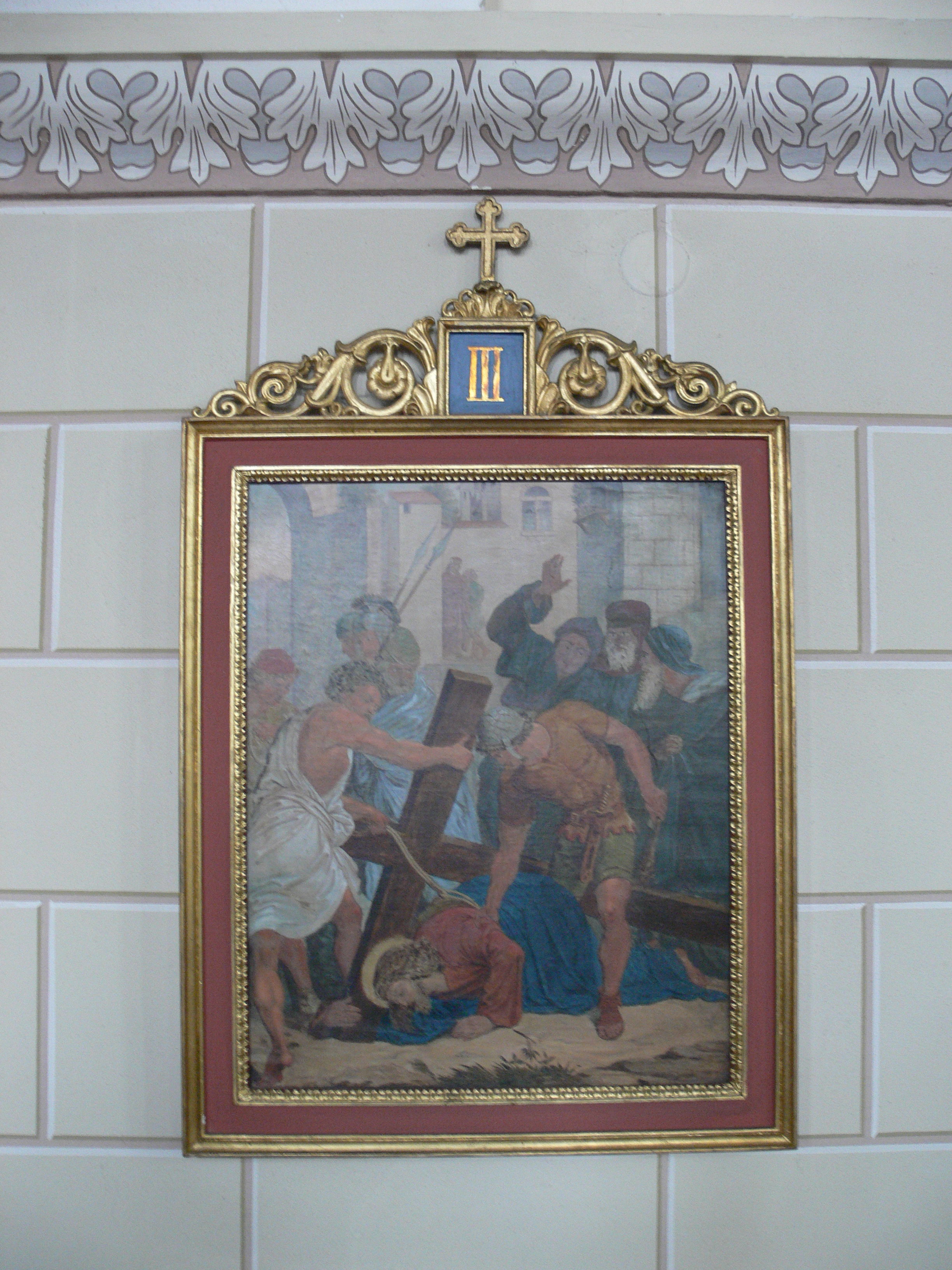
III. stáció: Jézus először esik el a kereszt súlya alatt
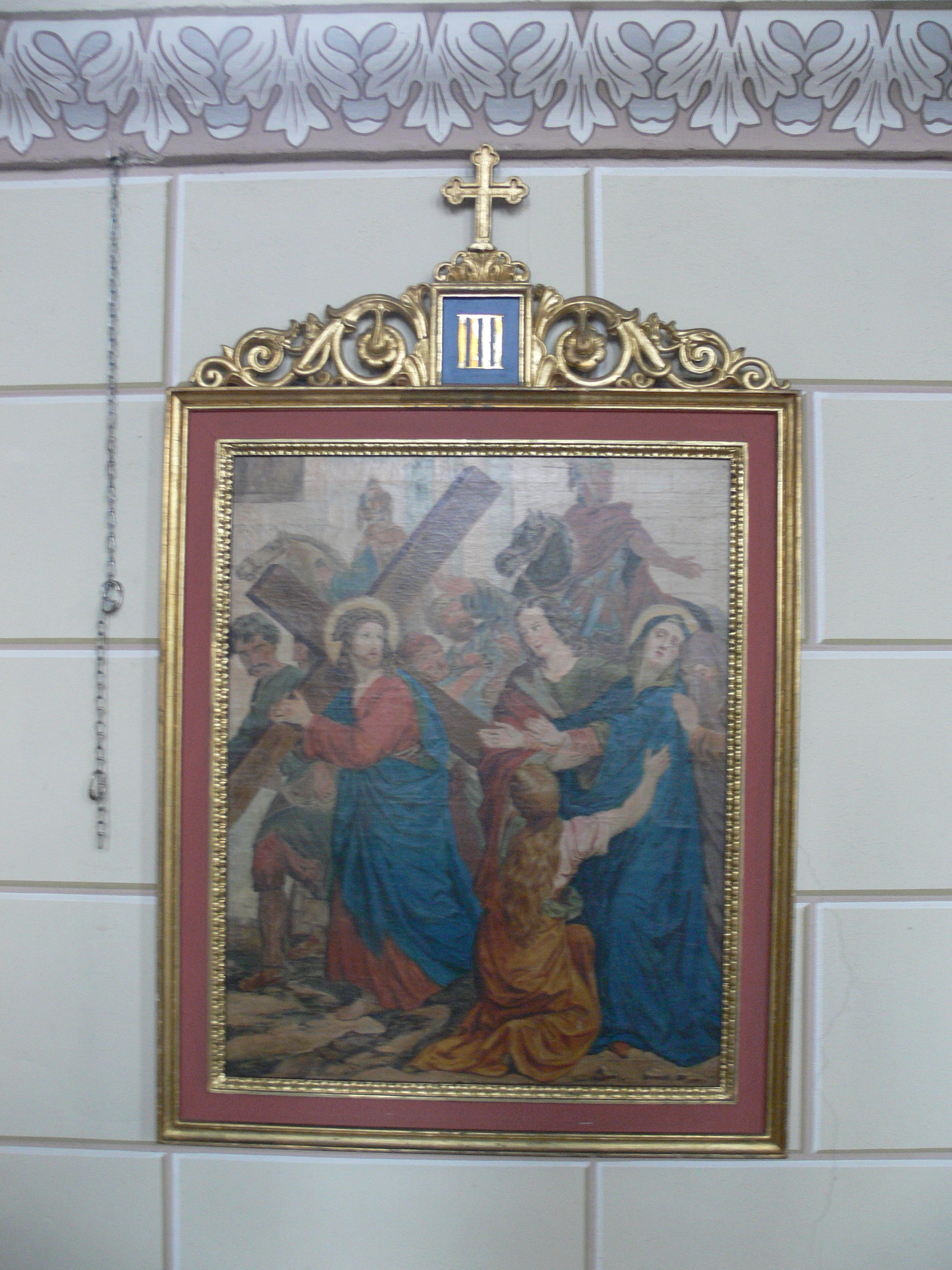
IV. stáció: Jézus szent anyjával találkozik
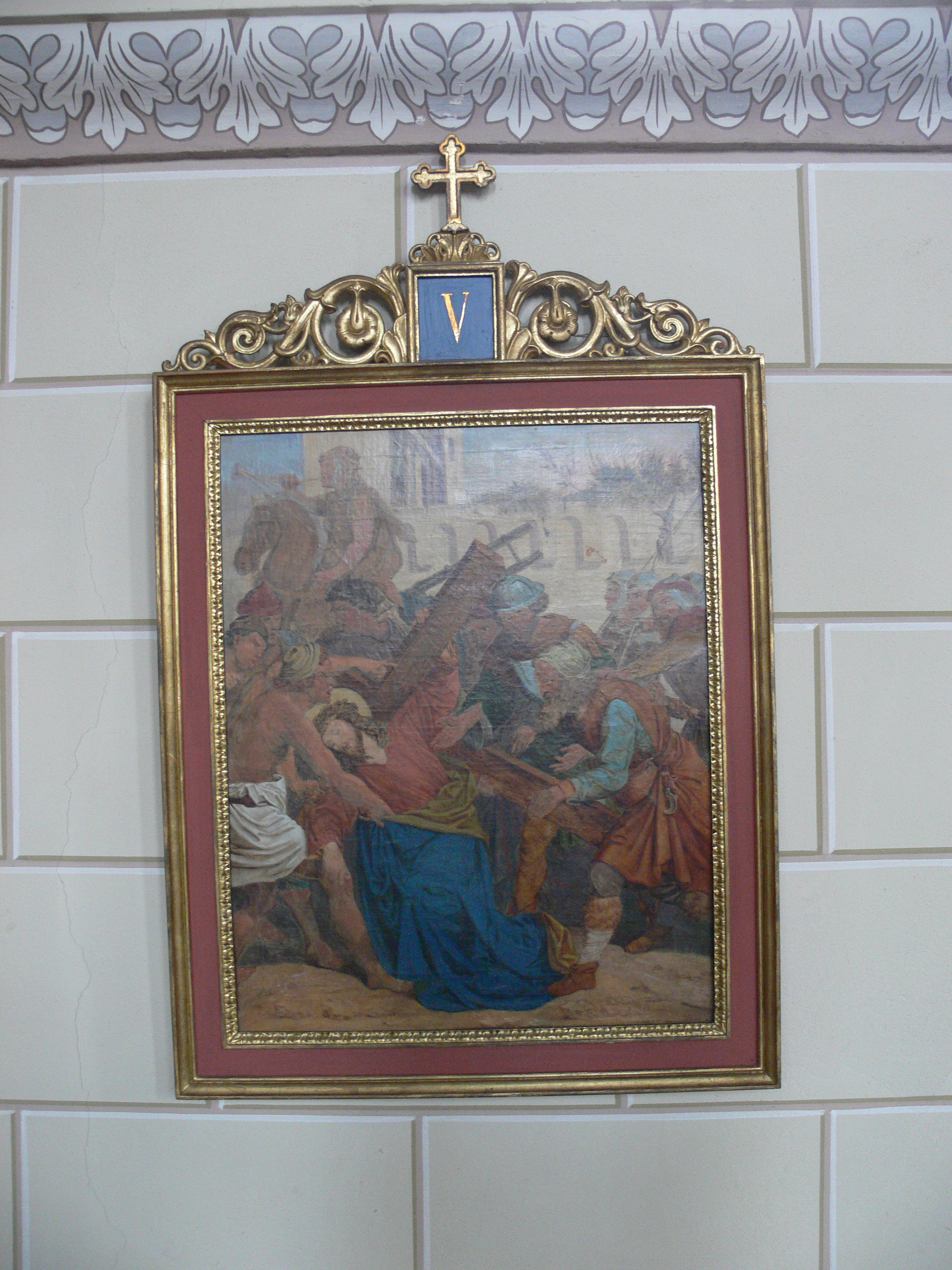
V. stáció: Cirenei Simon segít vinni Jézusnak a keresztet
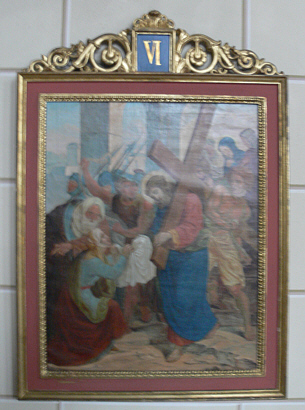
VI. stáció: Veronika kendőt nyújt Jézusnak
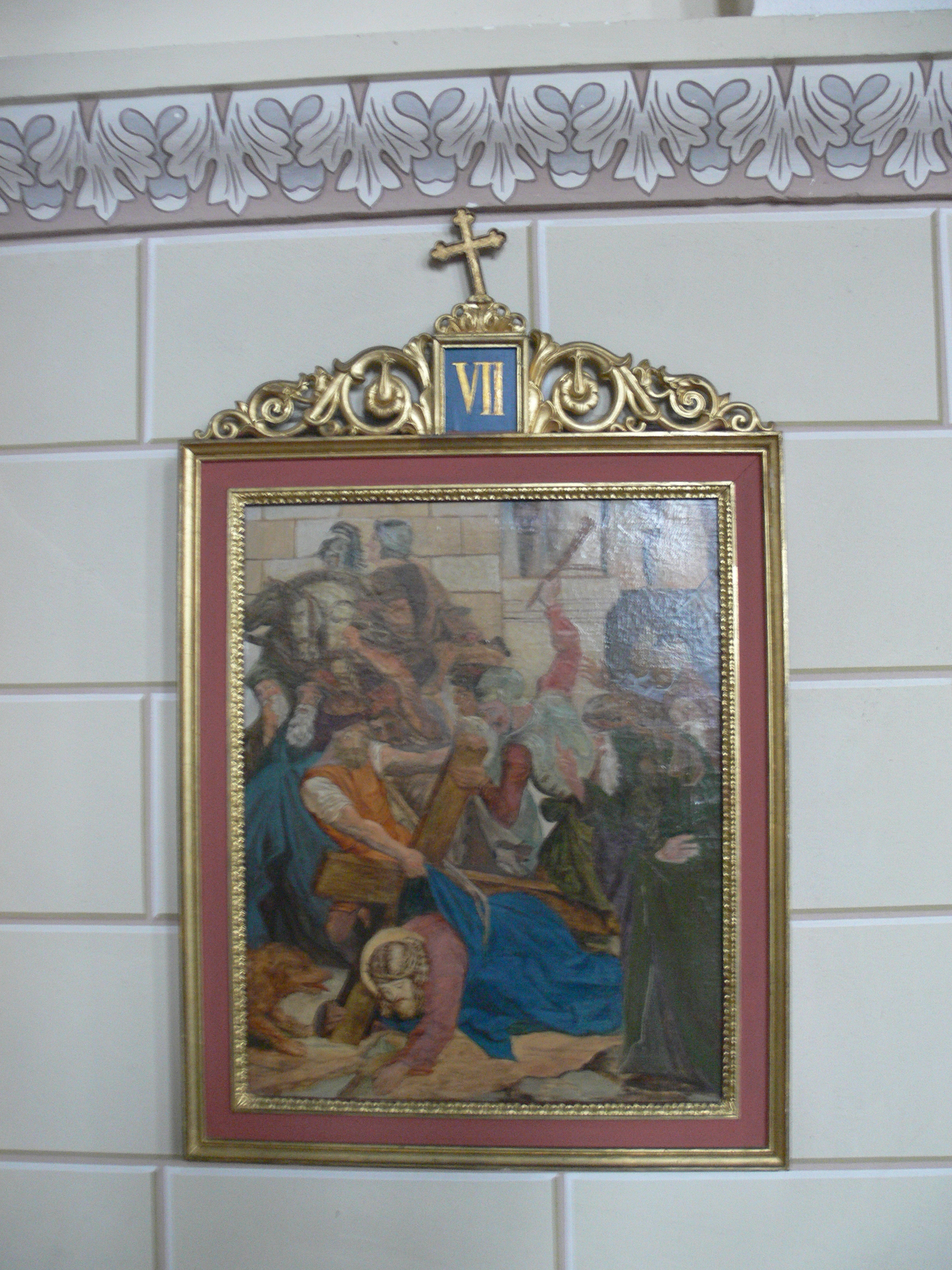
VII. stáció: Jézus másodszor esik el a kereszt terhe alatt
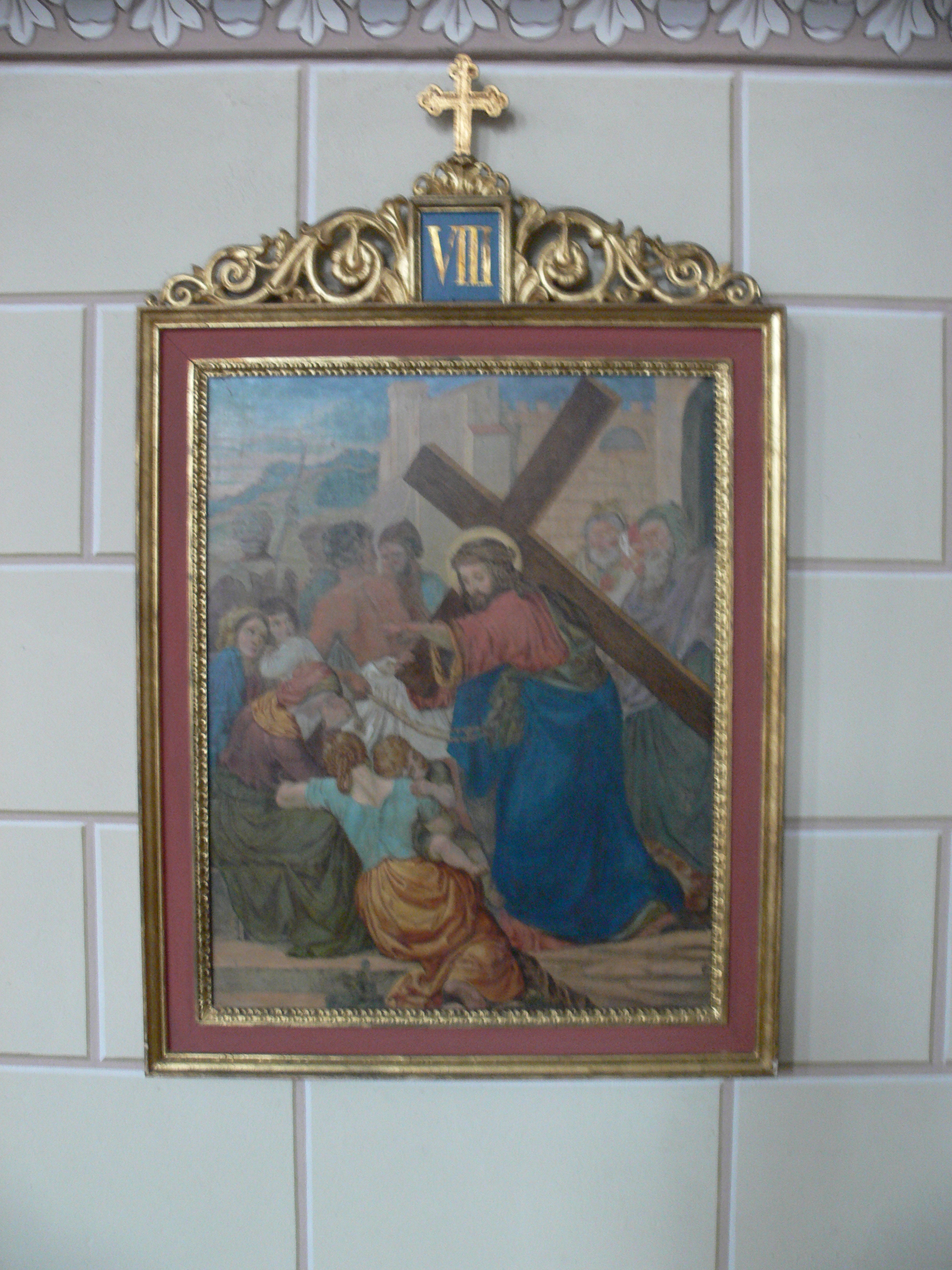
VIII. stáció: Jézus szól a síró asszonyoknak
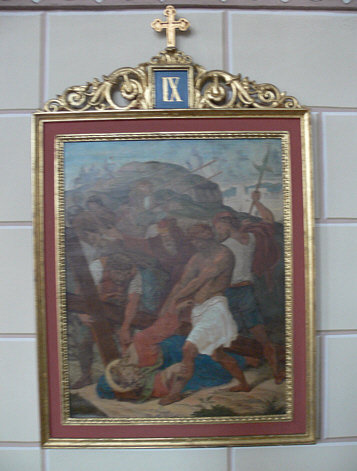
IX. stáció: Jézus harmadszor esik el a kereszttel
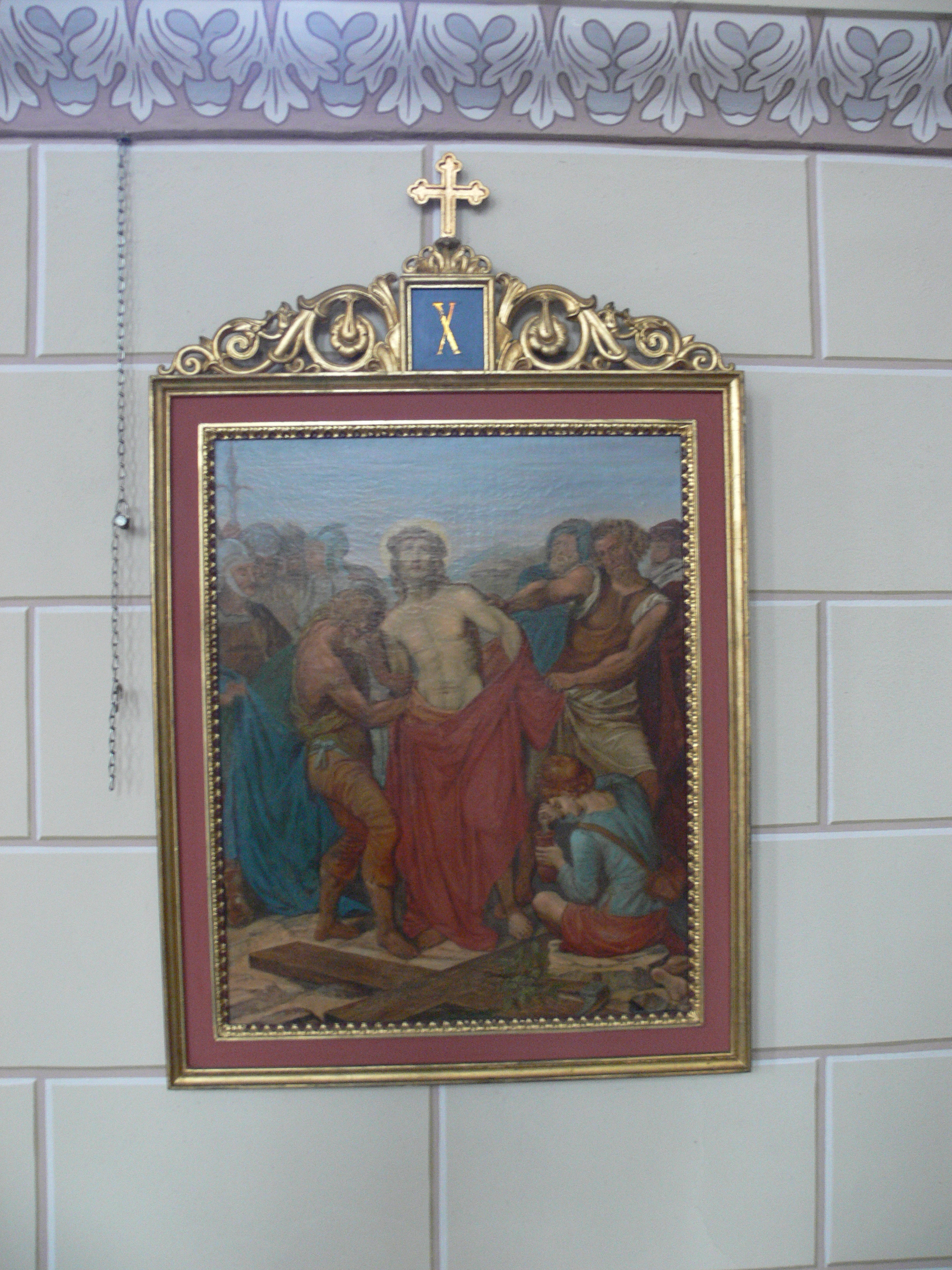
X. stáció: Jézust megfosztják ruháitól
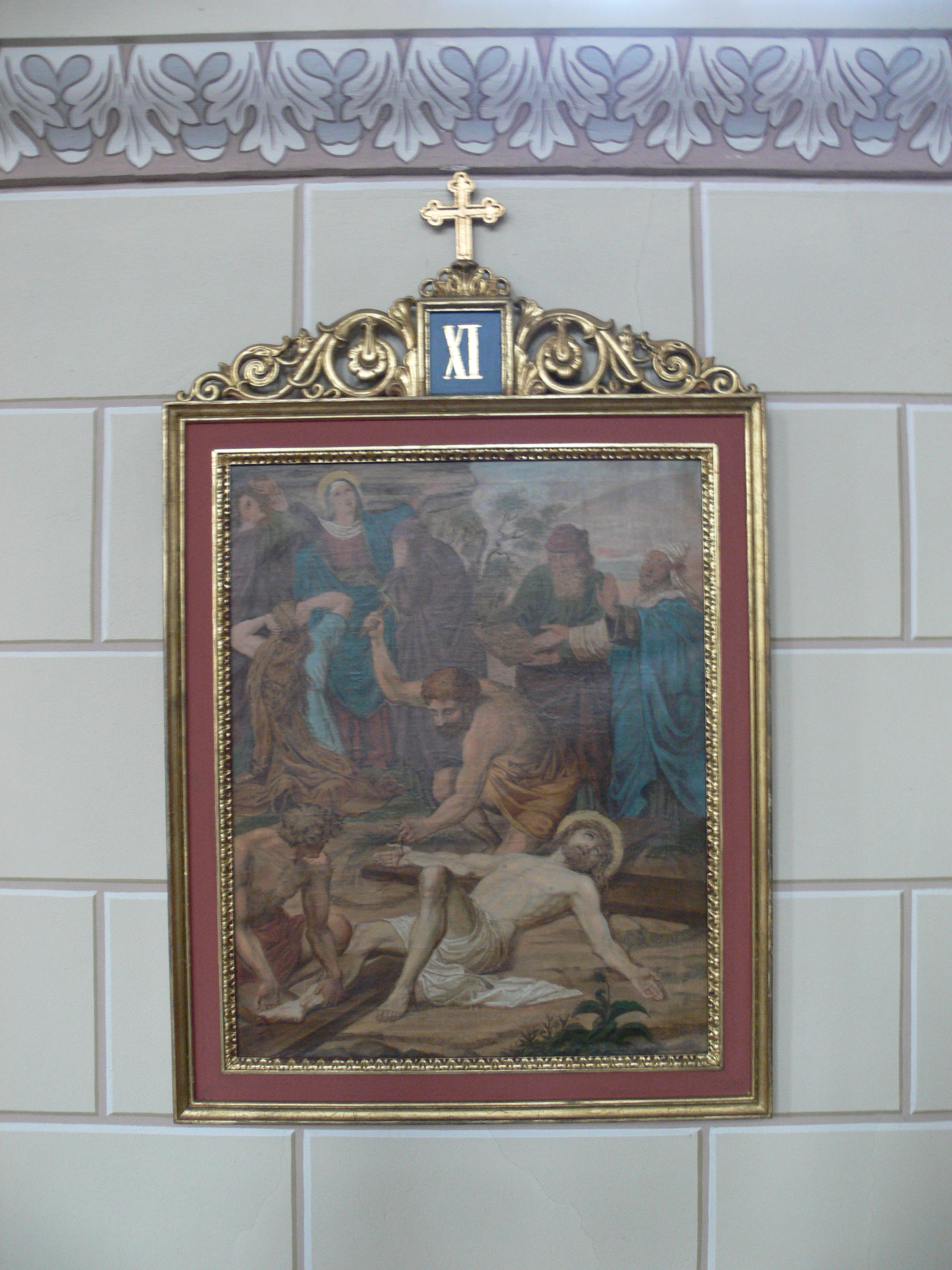
XI. stáció: Jézust keresztre szegezik
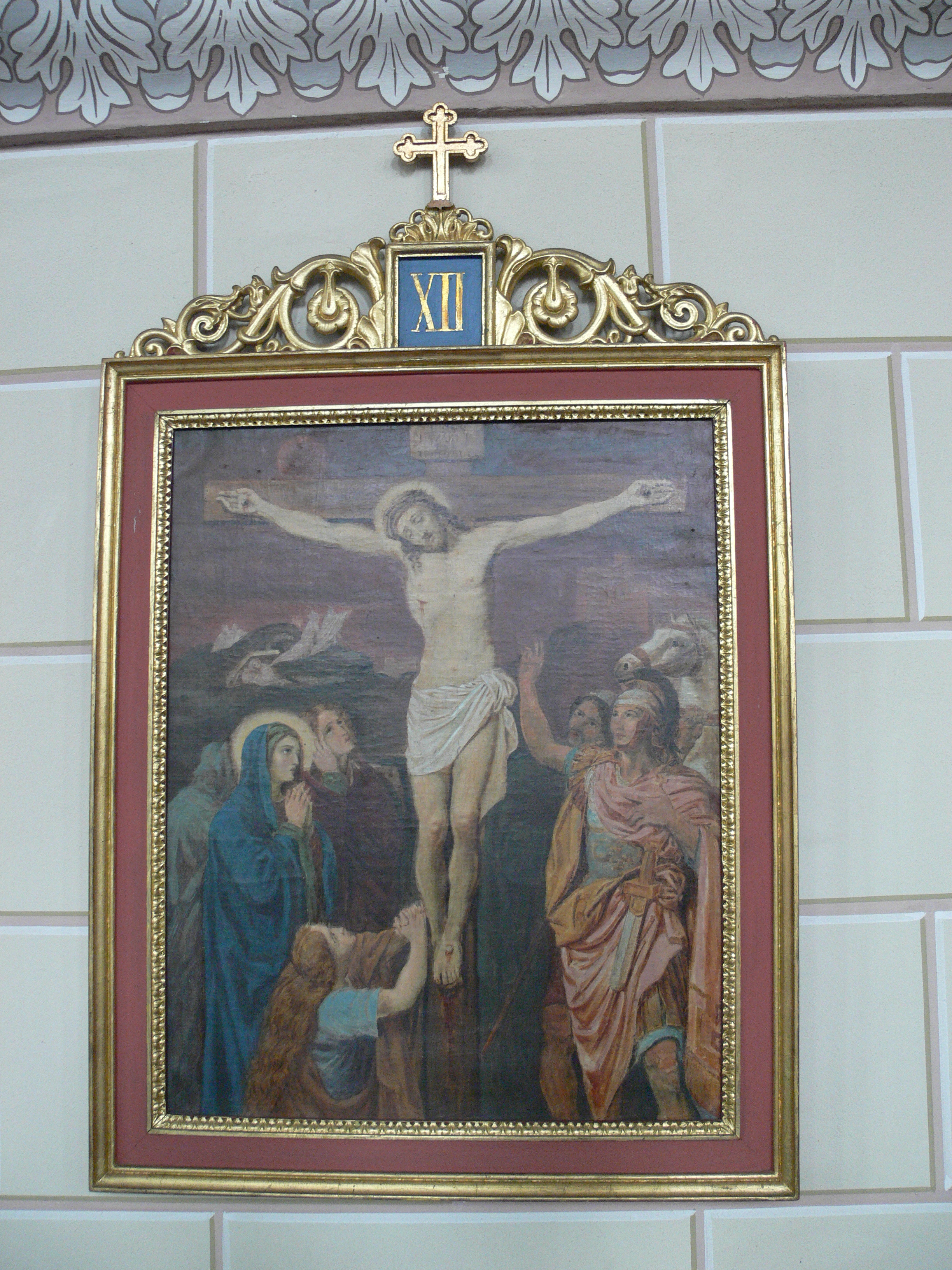
XII. stáció: Jézus meghal a kereszten
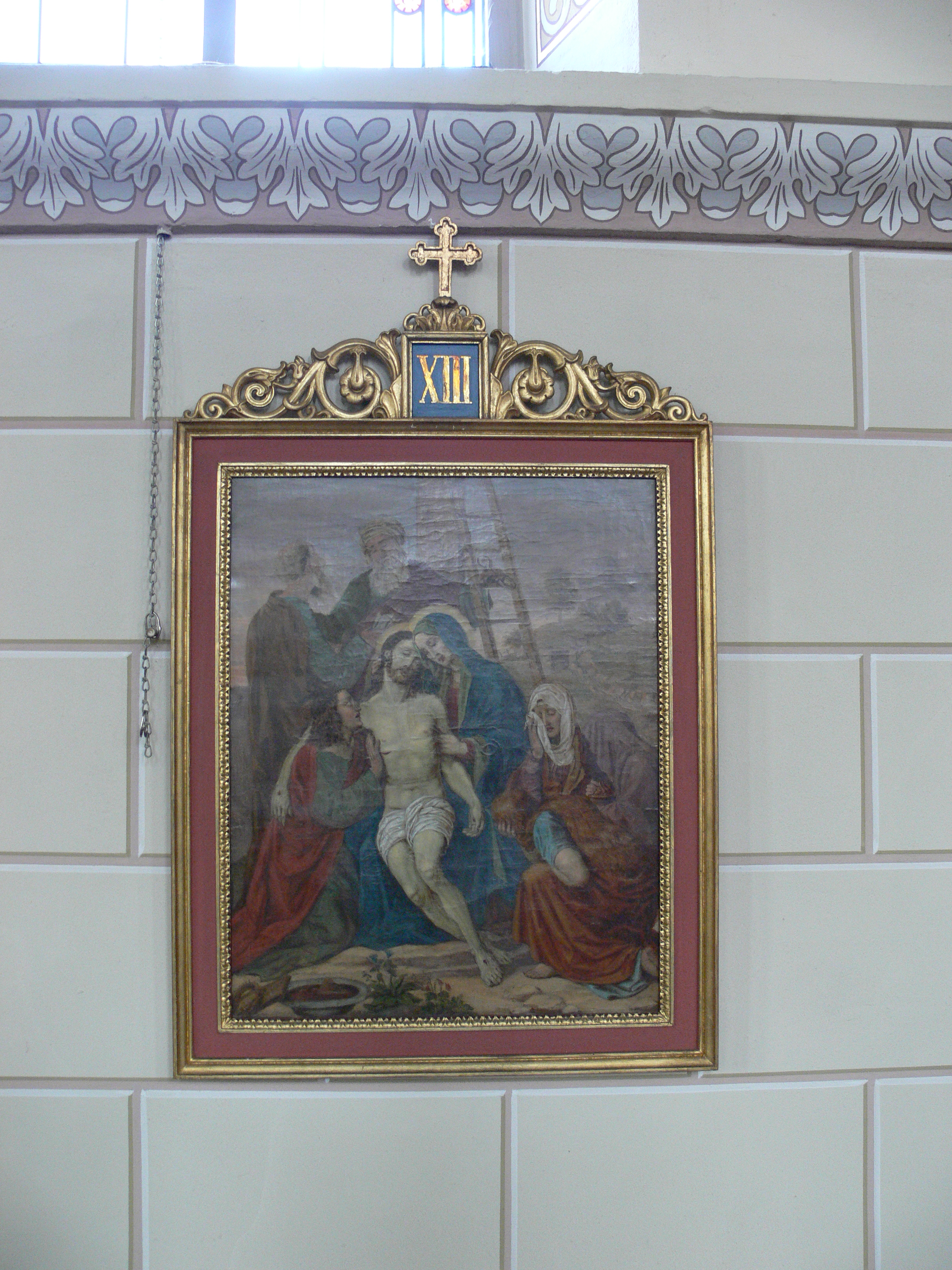
XIII. stáció: Jézus testét leveszik a keresztről, és anyja ölébe fektetik
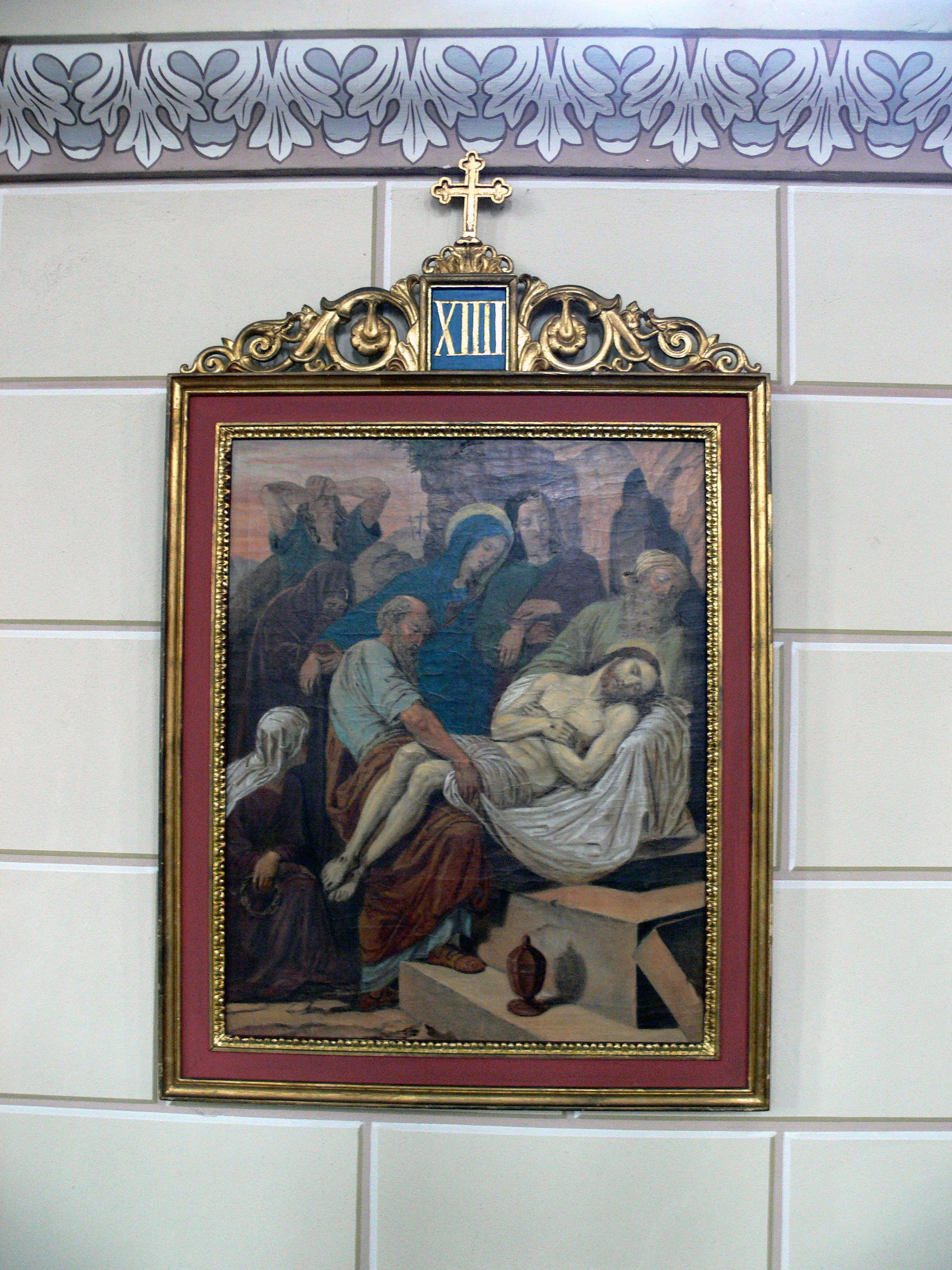
XIV. stáció: Jézust sziklasírba temetik

### Kálváriák Magyarországon

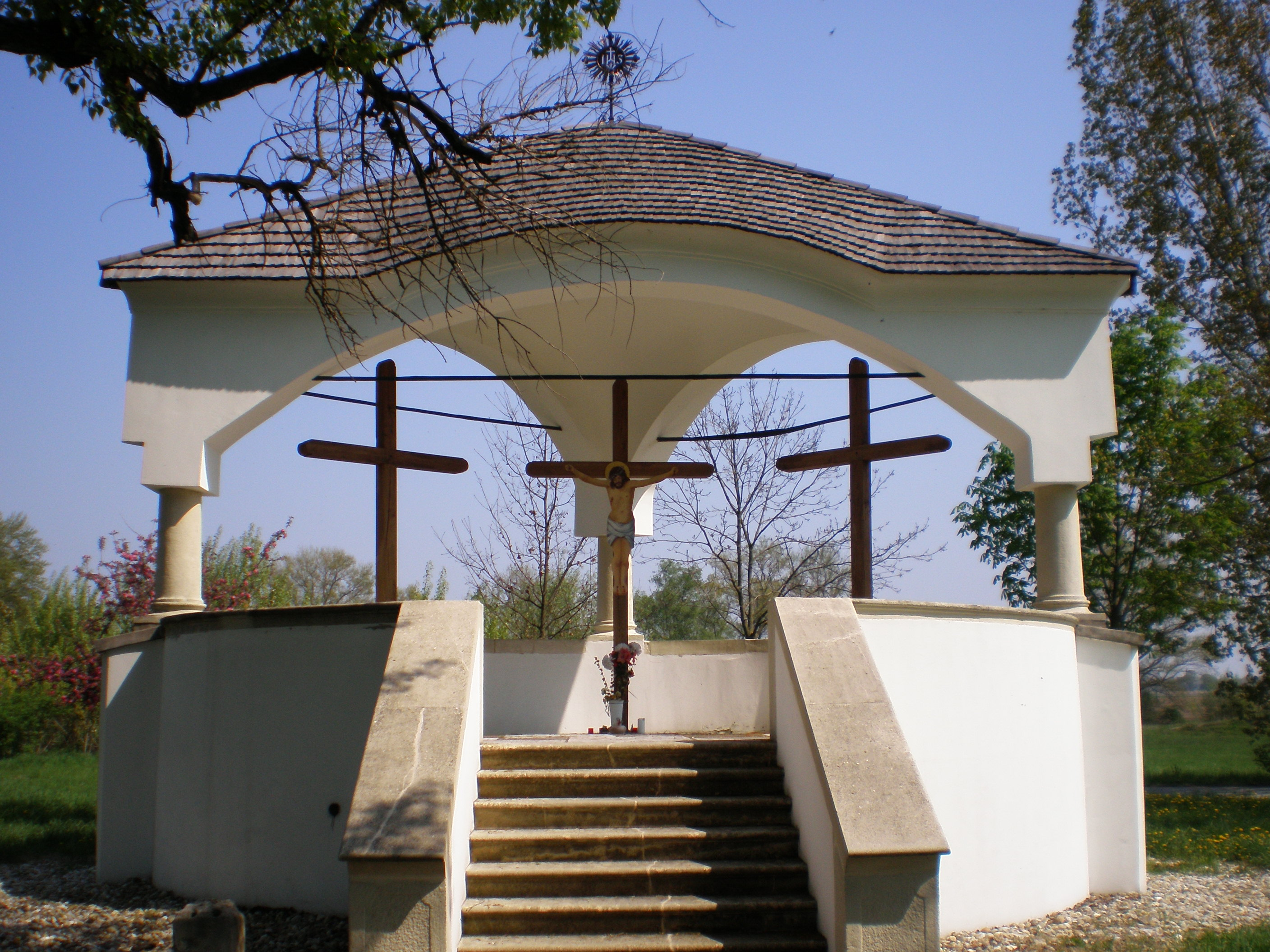
Ásványrárói kálvária
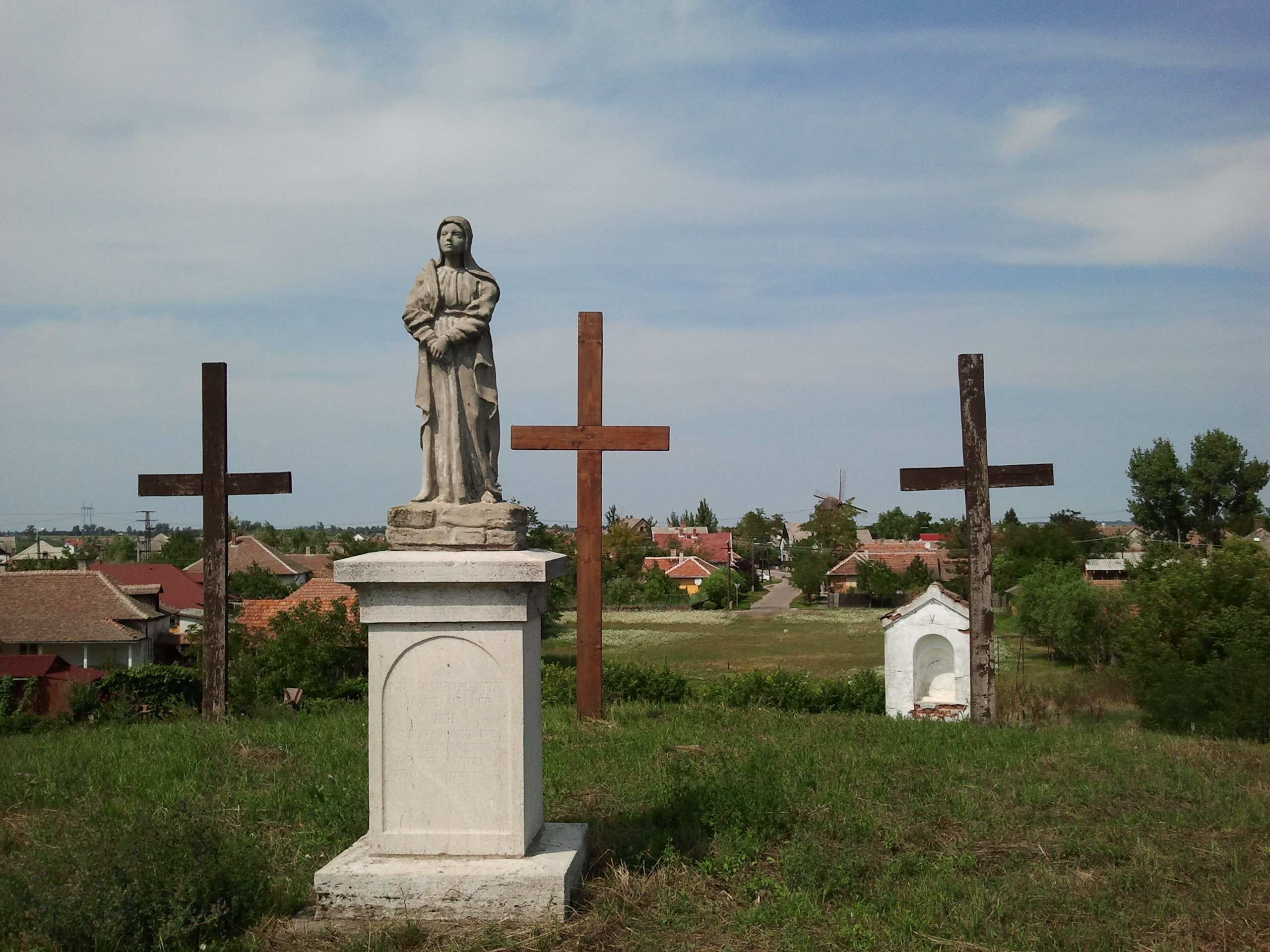
Karcagi kálvária
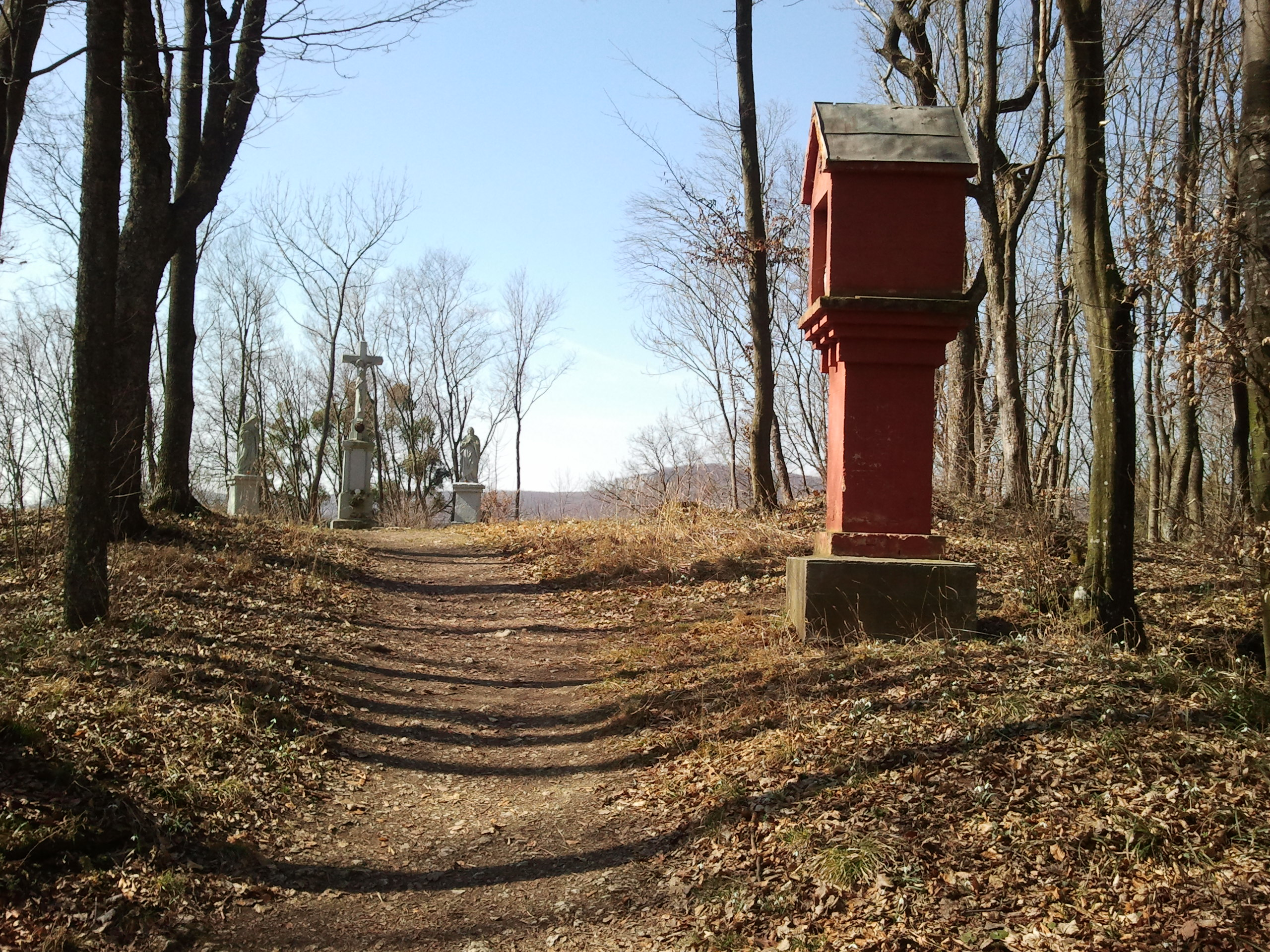
Bakonybéli kálvária
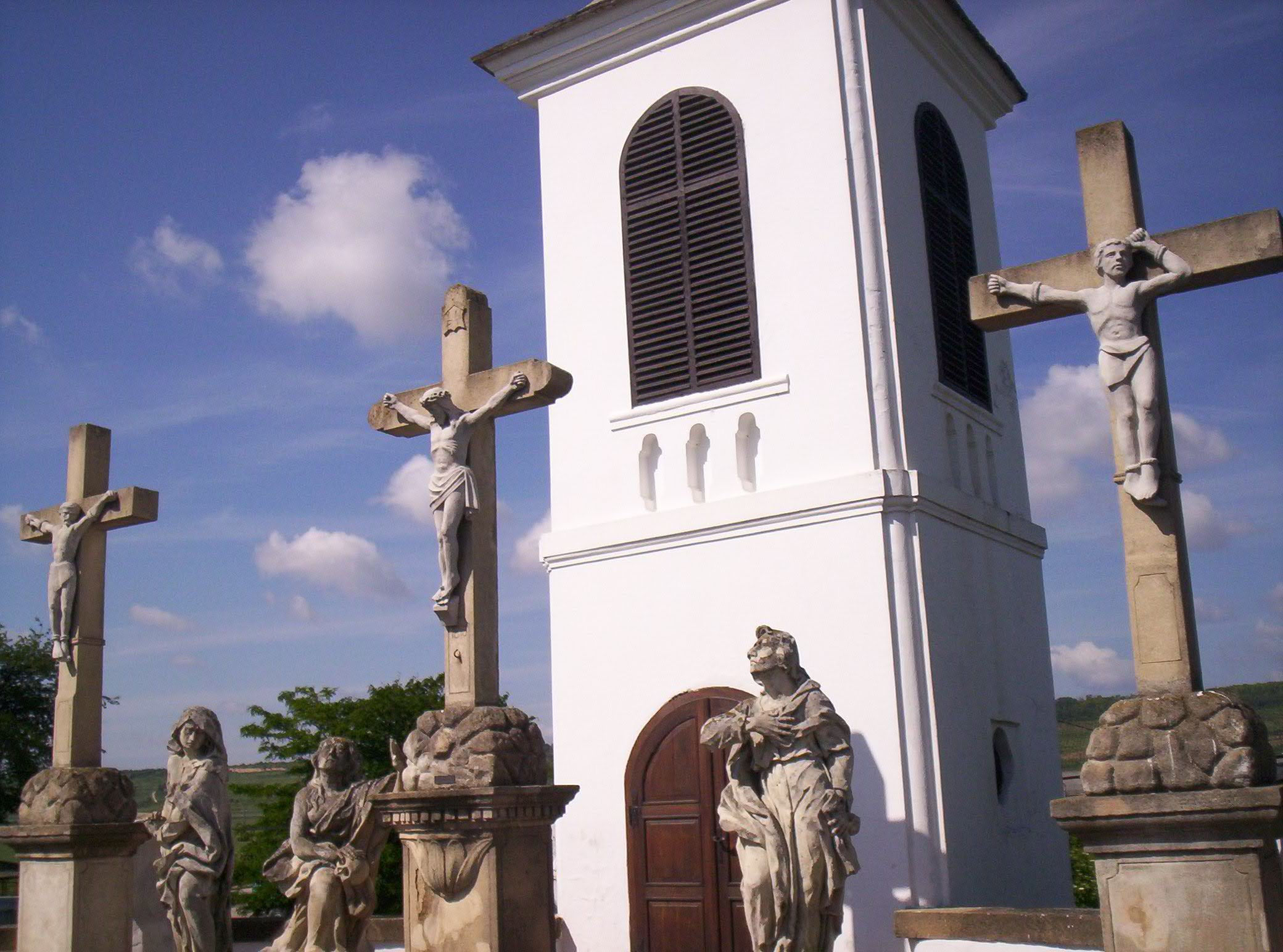
Bátaszéki kálvária
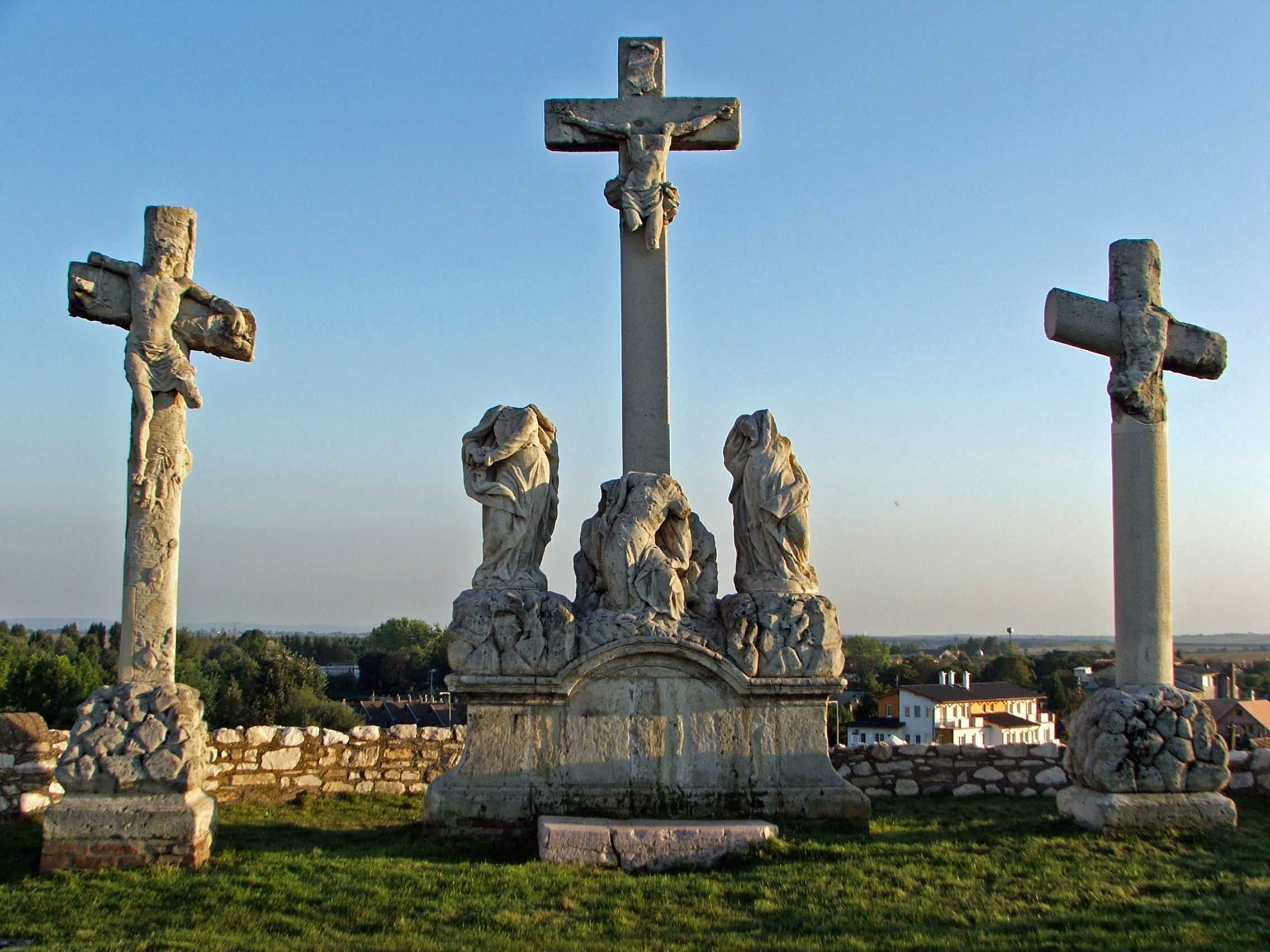
Tatai kálvária
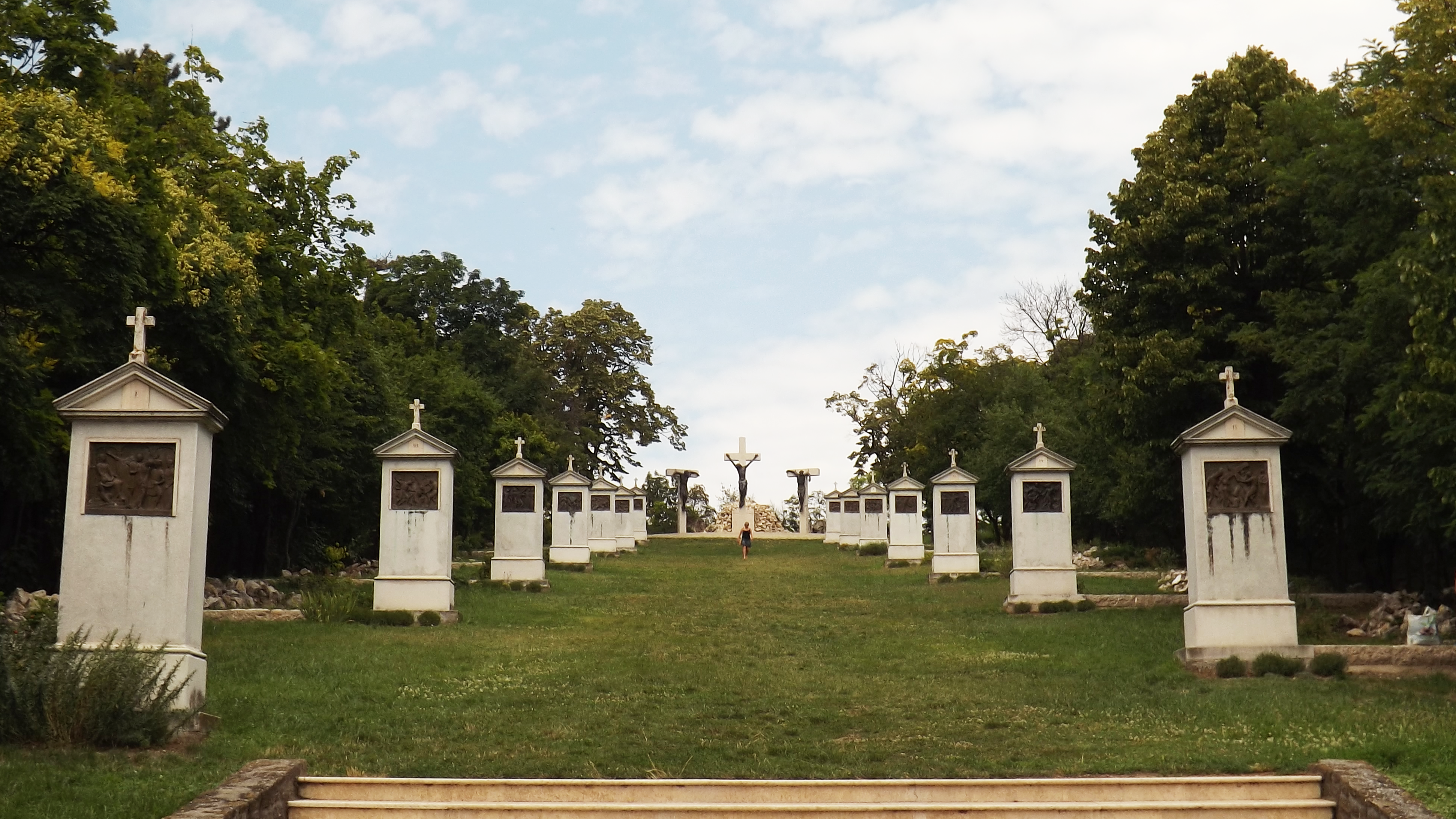
Tihanyi kálvária
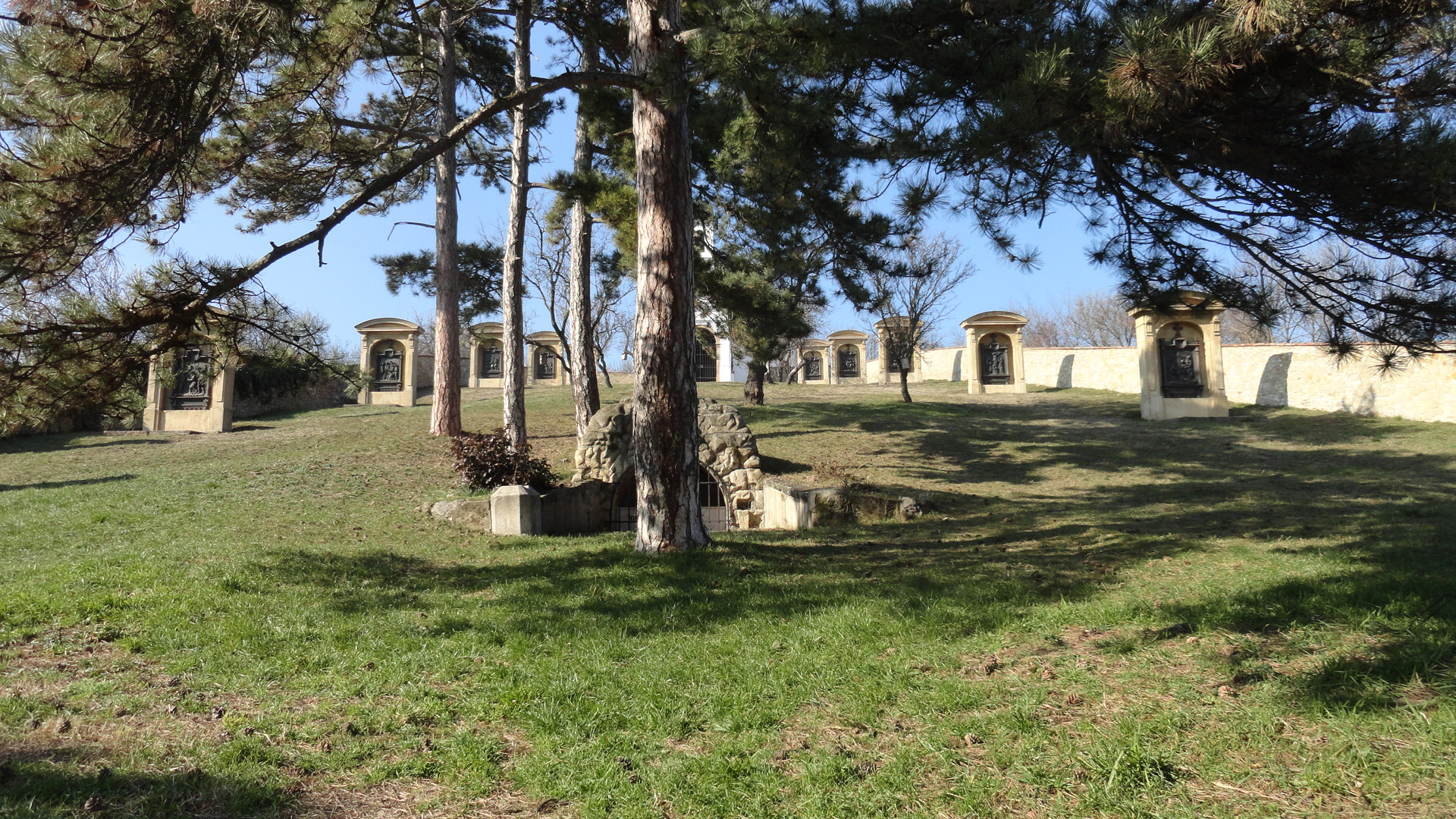
A pécsi kálvária

### Kálváriák világszerte

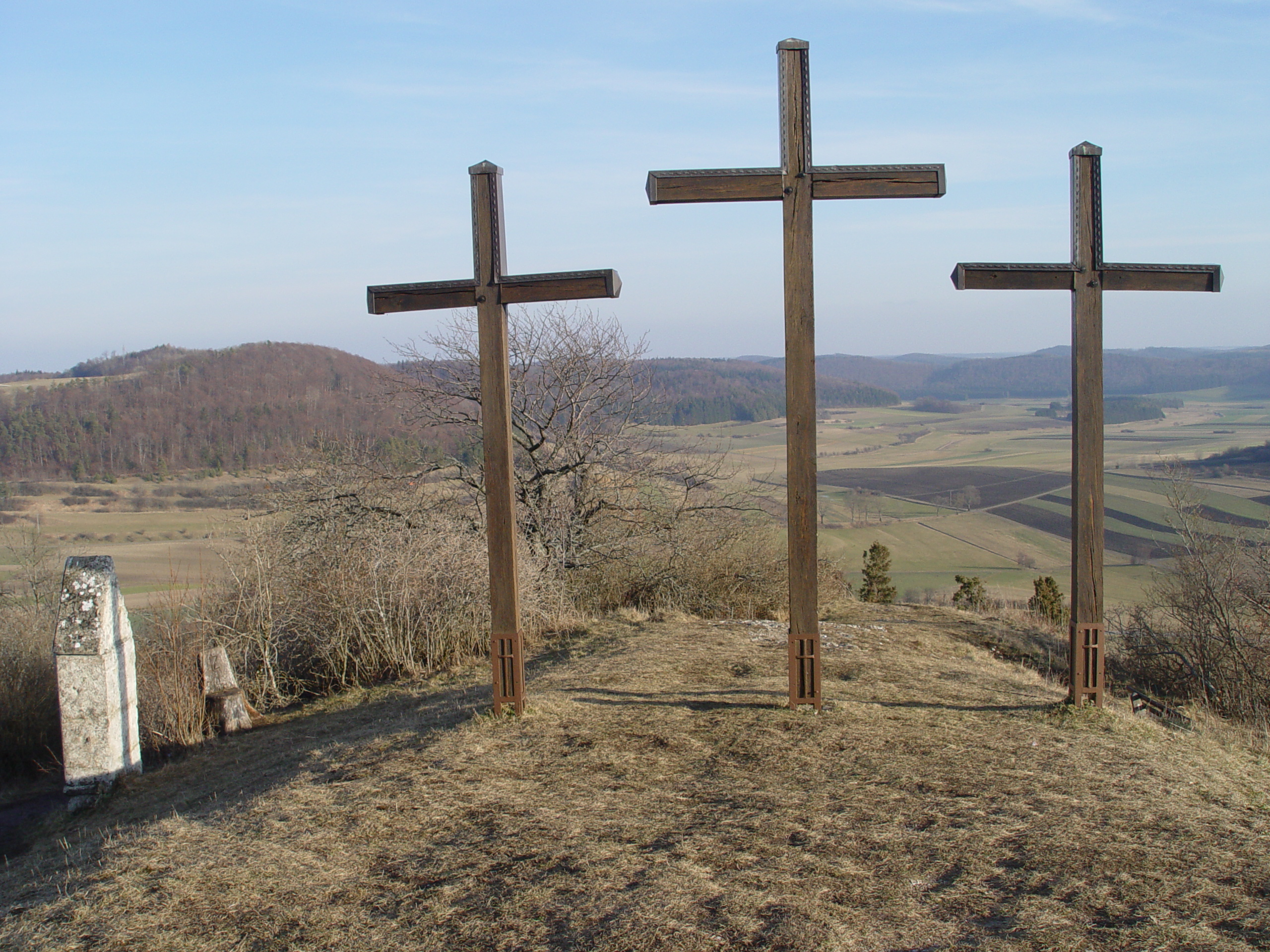
Salmendingen, Németország
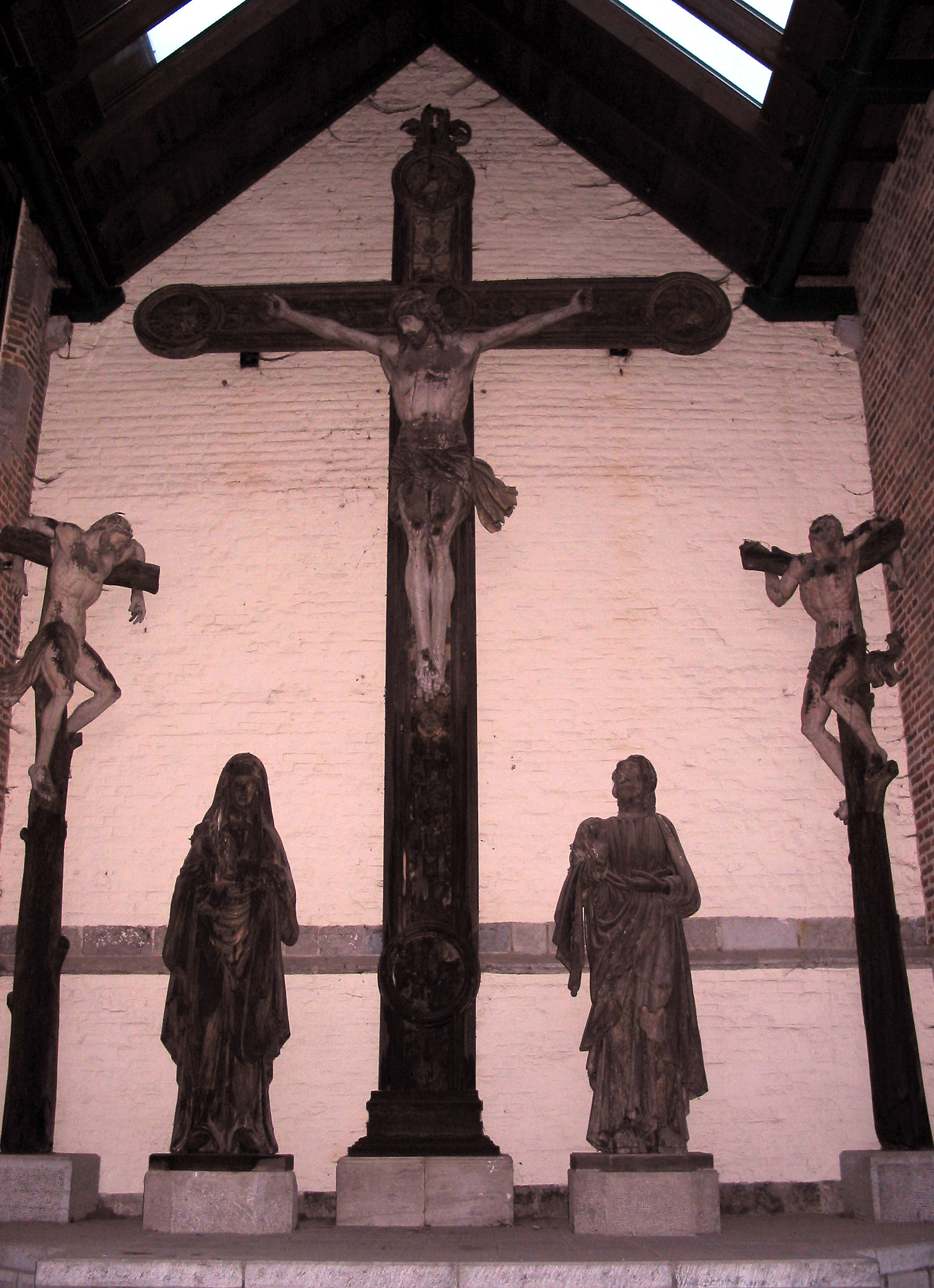
Ath, Belgium
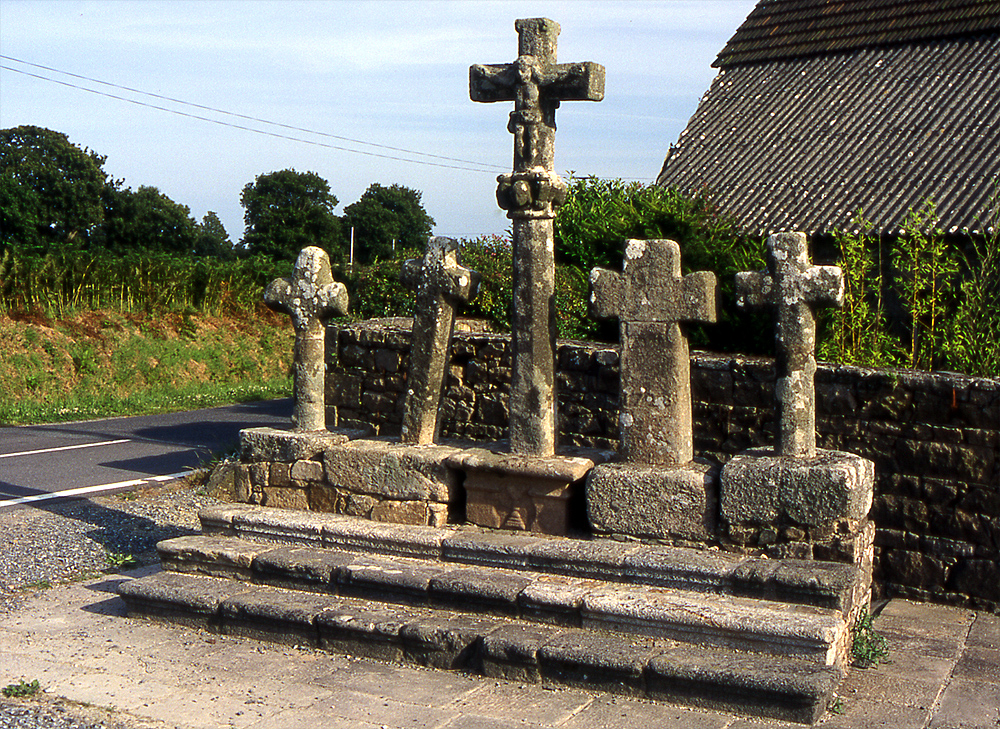
Ploubezre, Franciaország
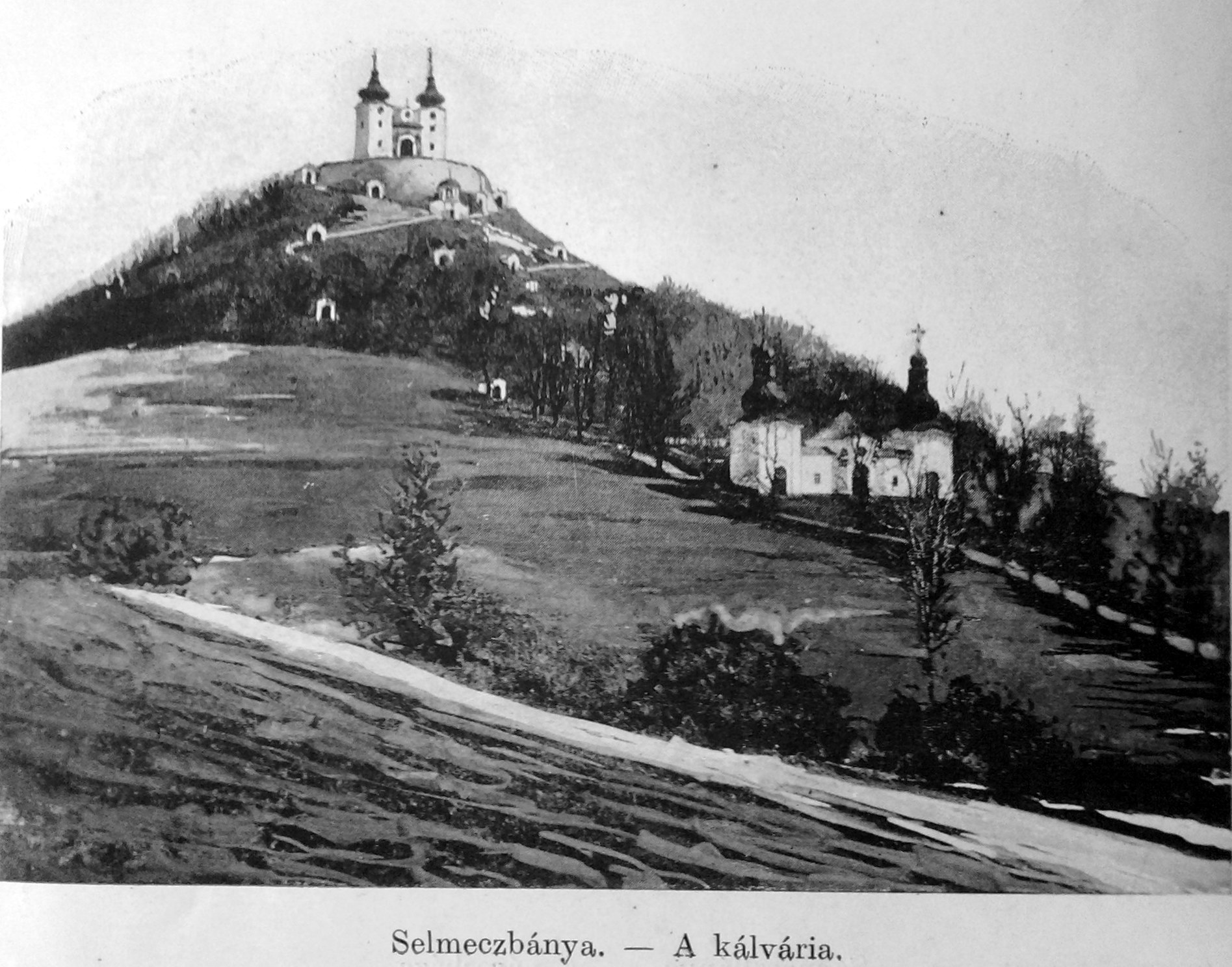
Selmecbánya, Szlovákia
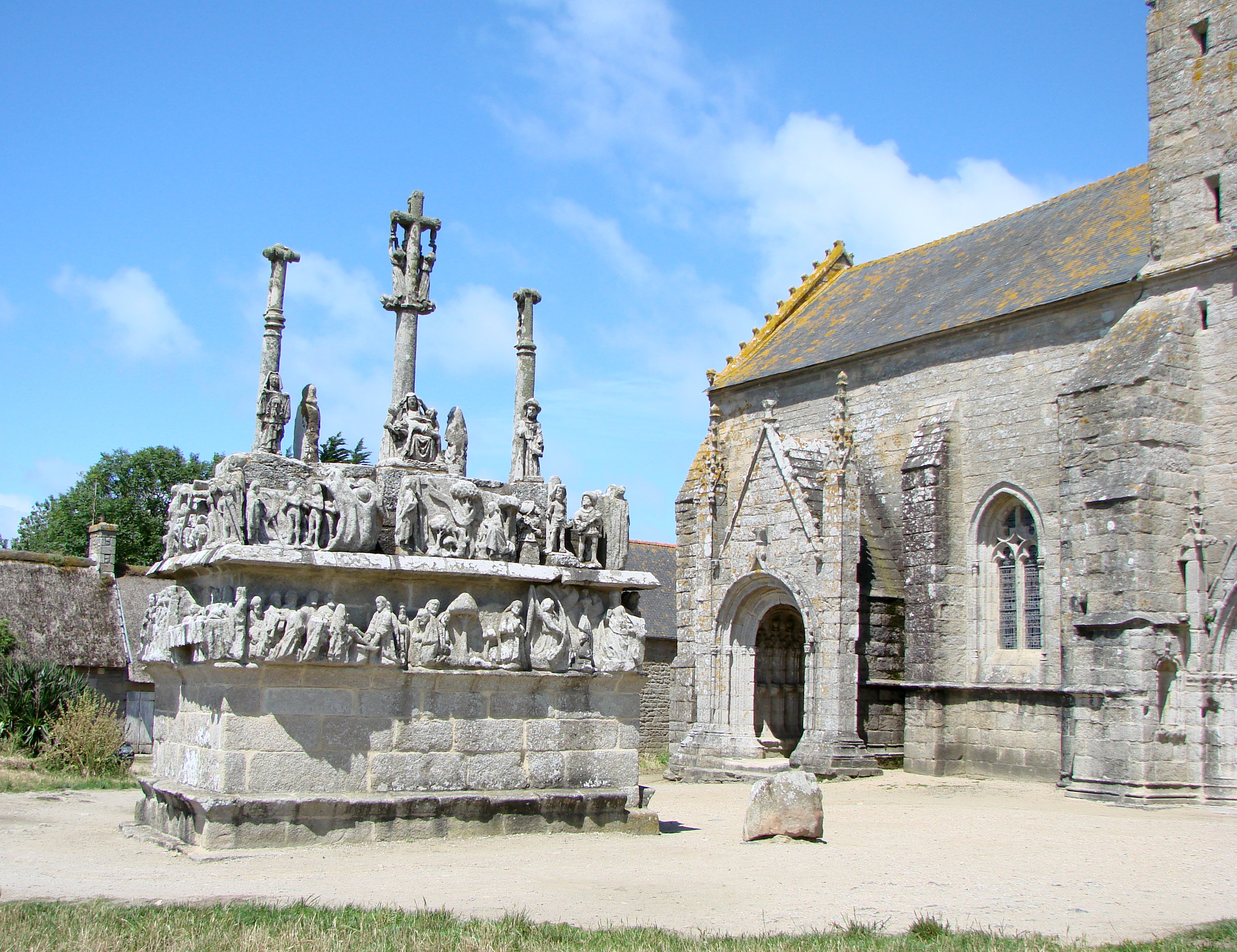
Notre Dame de Tronoën kápolna és kálvária, Saint-Jean-Trolimon, Franciaország, 15. század
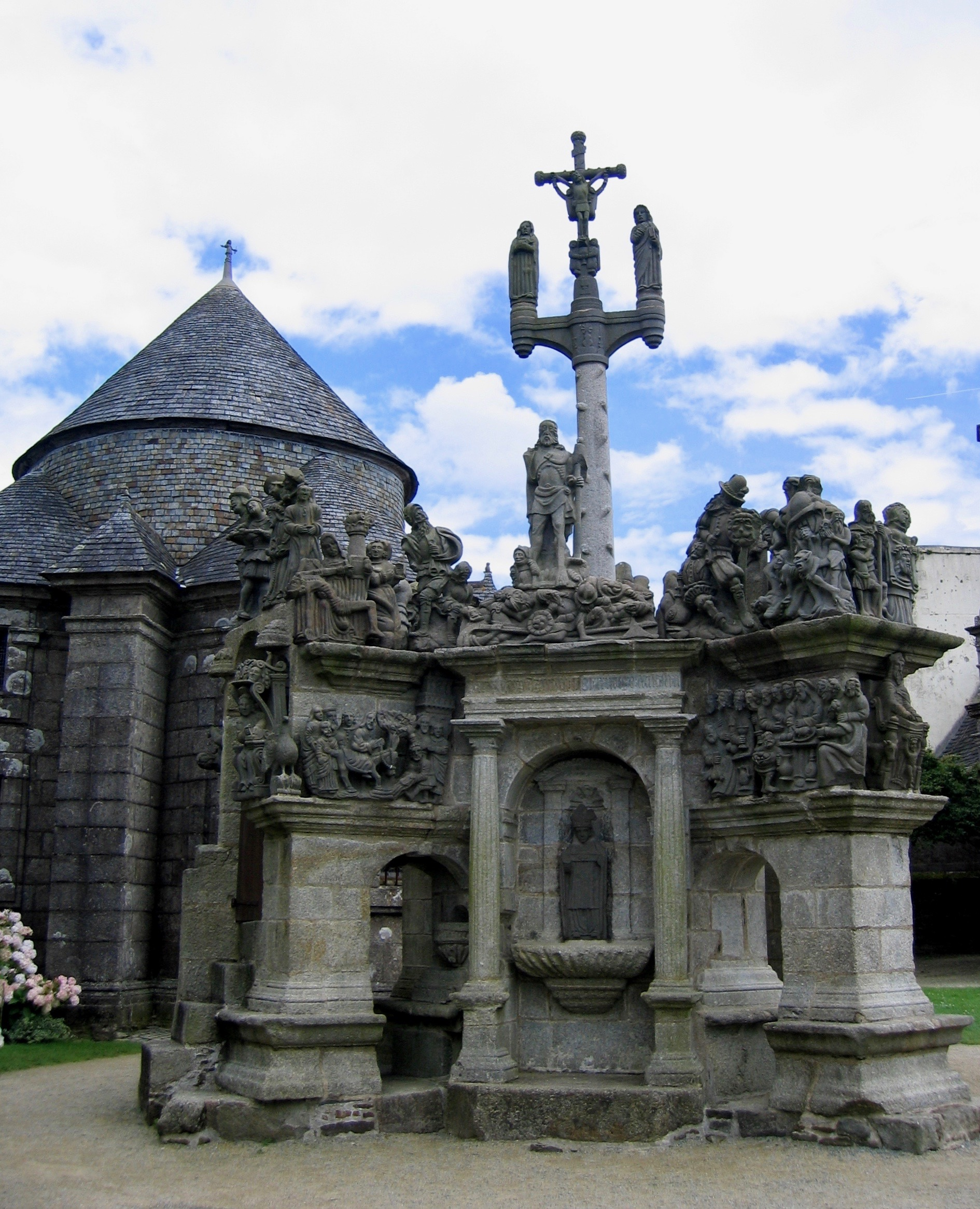
Guimiliau, Franciaország